# ۱۴ (قمری)
۱۴ (قمری)، چهاردهمین سال در گاهشماری هجری قمری است. اول محرم این سال برابر با بیست و هشتم فوریه سال ۶۳۵ میلادی است.

## رویدادها
- شکل گیری جنگ قادسیه بین ایرانیان و اعراب مسلمان
- مسلمانان توانستند در نبرد بویب بر سپاه ۱۲ هزار نفری ساسانیان غلبه کنند. این نبرد در نزدیکی رود بویب که از شاخه‌های رود فرات است در گرفت.
- فتح دمشق به دست مسلمانان
- ساخت بنای اولیه مسجد جامع بصره

## زادگان
۱ رمضان: هلال بن علی

## درگذشتگان
- ابوعبید ثقفی پدر مختار
- عبدالله بن ام‌مکتوم، از اصحاب پیامبر اسلام
- ماریه همسر پیامبر اسلام

## وابسته
- عبدالله بن ام‌مکتوم
- طبقات اعلام‌الشیعه